# Aurelio Lomi
Aurelio Lomi (také Aurelio Huomi, Lomi Pisano nebo Lomi Gienovese) (1556 Pisa – 1622 Pisa) byl toskánský malíř pozdní renesance a raného baroka.

## Život
Učil se kreslit u svého otce, původem florentského zlatníka Giovanniho Battisty Lomiho. Maloval především oltářní obrazy s biblickými náměty a scénami ze života světců, pro světské objednavatele také mytologické a žánrové motivy. Byl aktivní hlavně v rodném městě, ale pracoval také v Římě, Janově a Florencii. Malíři byli také jeho bratři Orazio a Baccio.

## Hlavní chrámové obrazy

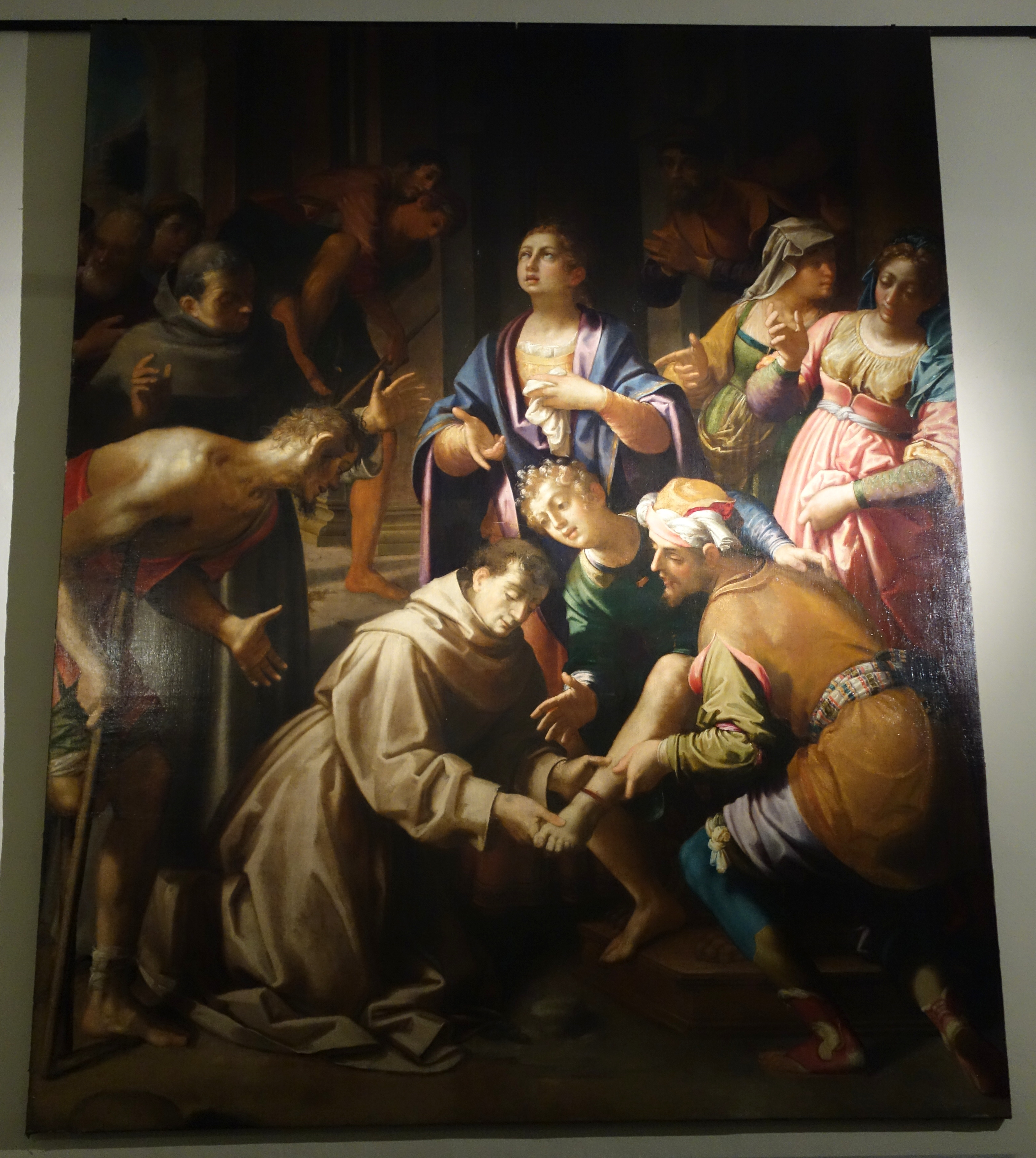
Zázrak sv. Antonína Paduánského, 1600-1604, Diecézní muzeum Janov

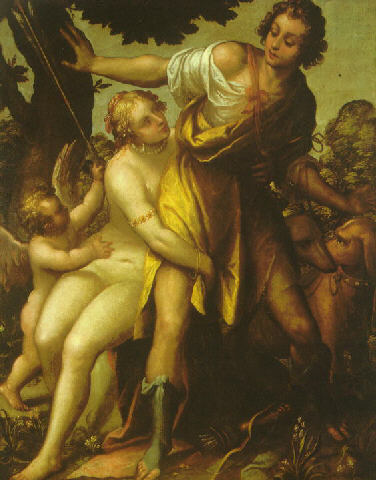
Venuše a Adonis

- Svatý Antonín Paduánský, San Francesco di Castelletto (Janov)
- Vzkříšení a Poslední soud, Santa Maria Assunta (Janov)
- Narození Panny Marie, San Siro (Janov)
- Nanebevzetí, Santa Maria di Castello, Janov
- Madona s mnoha svatými, San Giovanni Battista Decollato, Montoggio
- Obřízka Páně, kolem 1590, aukce Christie´s, Londýn 2015[1]
- Zázraky San Diega z Alcalá, opatský kostel Santa Maria Asunta, La Spezia
- Tři králové, kostel Re Magi, Pergola
- Smrt Panny Marie, Městské muzeum ve Viterbu
- Obětování dítěte Ježíše v chrámě, San Paolo Decollato, Bologna
- Klanění pastýřů, San Martino in Vignale, Lucca
- Navštívení, Santa Maria del Carmine (Florencie)
- Poslední večeře Páně, San Domenico, (Bientina), 1603
- 10 oltářních obrazů v Pise, mjː
- Obětování dítěte Ježíše v chrámě, San Michele in Borgo, Pisa (snímek zde v infoboxu)

## Jiné
- Venuše a Adonis
- Očista psa